# Lee Friedlander
Lee Friedlander (født i Aberdeen, Washington, USA i 1934) er en amerikansk fotograf mest kendt sine snapshot-fotografier fra gaden.